# 노리치 시장

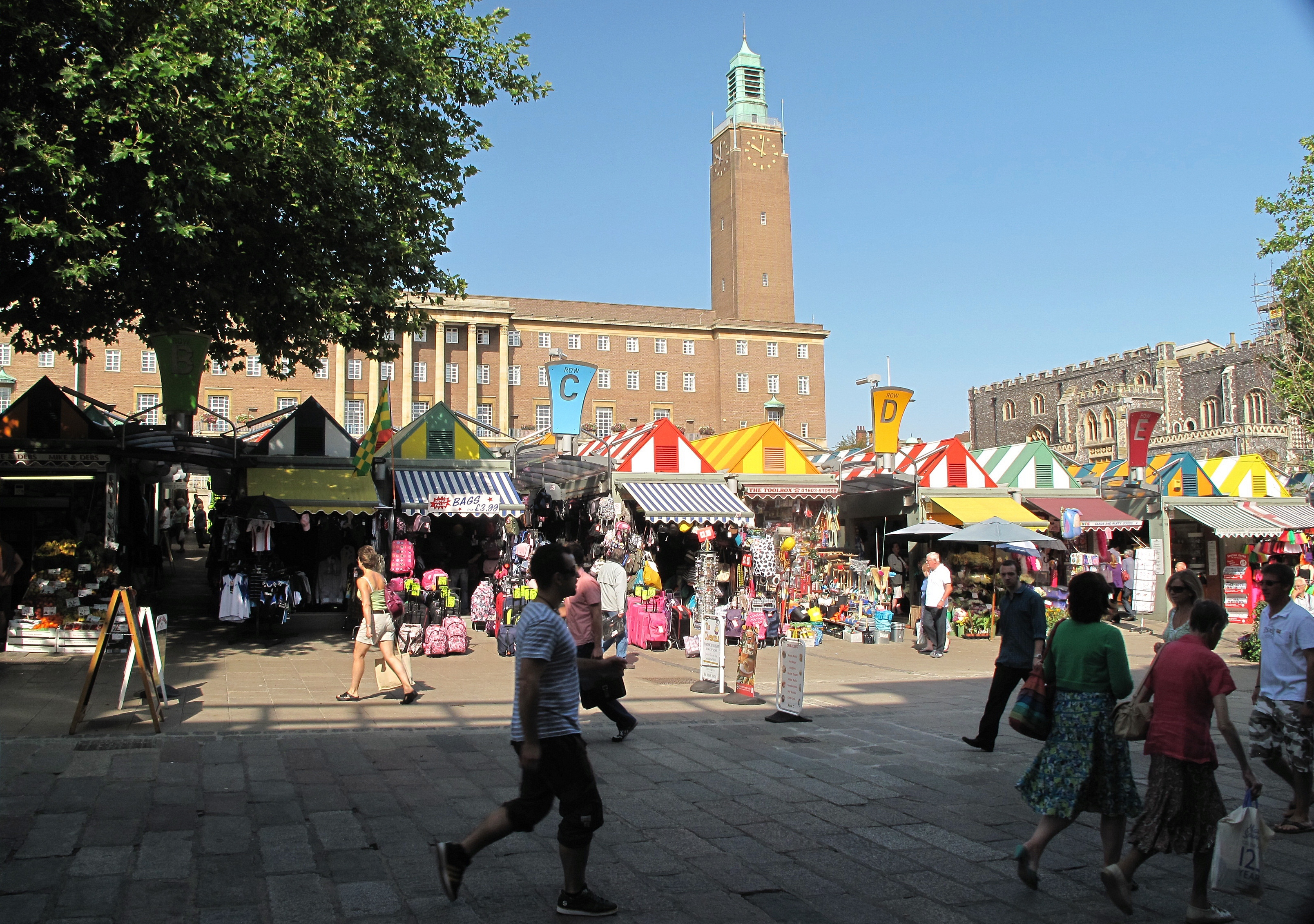
2009년의 노리치 시장

노리치 시장(영어: Norwich Market)은 잉글랜드 노리치에 위치한 200개의 노점상으로 이루어진 야외 시장이다.